# Попов Борис Веніамінович
Борис Веніамінович Попов (23 жовтня 1909, село Биково Царевського повіту Астраханської губернії, тепер Биковського району Волгоградської області, Російська Федерація — 19 жовтня 1993, місто Москва) — радянський державний діяч, 1-й секретар Архангельського обласного комітету КПРС, 2-й секретар ЦК КП Литви. Член Бюро ЦК КП Литви з 30 вересня 1961 по 13 квітня 1967 року. Член Центральної Ревізійної комісії КПРС у 1961—1971 роках. Кандидат у члени ЦК КПРС у 1971—1976 роках. Член ЦК КПРС у 1976—1986 роках. Депутат Верховної ради Узбецької РСР. Депутат Верховної ради Литовської РСР. Депутат Верховної ради СРСР 6—10-го скликань.

## Життєпис
Народився в родині вчителя. У 1927—1932 роках — рознощик газет, учень слюсаря, слюсар, голова заводського комітету судноремонтного заводу в місті Астрахані.
Член ВКП(б) з 1931 року.
У 1932—1943 роках — в політичних органах на залізничному транспорті: помічник начальника політичного відділу із комсомольської роботи, начальник політичного відділу. Працював на будівництві залізниць Москва — Донбас, Валуйки — Пенза.
У 1943—1947 роках — заступник уповноваженого Комісії партійного контролю при ЦК ВКП(б) по Рязанській області.
У 1947—1949 роках — слухач Вищої партійної школи при ЦК ВКП(б).
У 1949 році — інспектор ЦК ВКП(б). У 1949—1950 роках — інспектор апарату уповноваженого ЦК ВКП(б) по Узбецькій РСР.
У 1950—1957 роках — 2-й секретар Ташкентського обласного комітету КП(б) Узбекистану.
У 1958—1961 роках — інструктор відділу, інспектор ЦК КПРС.
30 вересня 1961 — 13 квітня 1967 року — 2-й секретар ЦК КП Литви.
24 березня 1967 — 21 листопада 1983 року — 1-й секретар Архангельського обласного комітету КПРС.
З листопада 1983 року — персональний пенсіонер союзного значення в Москві.
Помер 19 жовтня 1993 року. Похований в Москві на Троєкуровському цвинтарі.

## Нагороди
- два ордени Леніна
- орден Жовтневої Революції
- два ордени Трудового Червоного Прапора
- орден Червоної Зірки
- орден «Знак Пошани»
- медалі
- Почесний громадянин міста Сєверодвінська (26.07.1978)
- Почесний громадянин міста Архангельська (1999, посмертно)